# Maktampur
Maktampur é uma vila no distrito de Bharuch, no estado indiano de Gujarat.

## Demografia
Segundo o censo de 2001, Maktampur tinha uma população de 9245 habitantes. Os indivíduos do sexo masculino constituem 52% da população e os do sexo feminino 48%. Maktampur tem uma taxa de literacia de 78%, superior à média nacional de 59,5%: a literacia no sexo masculino é de 82% e no sexo feminino é de 73%. Em Maktampur, 12% da população está abaixo dos 6 anos de idade.